# Made in Argentina 2005
Made in Argentina 2005 es un DVD que registra el recital que brindó Andrés Calamaro el 17 de diciembre de 2005 en el Estadio Pepsi Music (antes conocido como Obras Sanitarias) en Buenos Aires, Argentina. Cuenta con la participación de artistas como Litto Nebbia y Vicentico. Dicho material incluye un CD titulado Made in Spain, que contiene 6 temas que reflejan los mejores momentos de su gira española. El trabajo salió a la venta en septiembre de 2006 y recibió el Premio Gardel 2006 como "Mejor DVD". El disco en su integridad contó con la participación de los músicos de la banda argentina La Bersuit.

## Lista de canciones

### DVDMade in Argentina 2005
1. Output Input
2. El salmón
3. Te quiero igual
4. Mil horas
5. Las oportunidades
6. Tuyo siempre
7. La parte de adelante
8. Clonazepán y circo
9. Los aviones
10. Crímenes perfectos
11. El cantante (con Vicentico)
12. Vasos vacíos (con Vicentico)
13. La libertad
14. Estadio Azteca
15. Nueva zamba para mi tierra (con Litto Nebbia)
16. Yo no permito (con Litto Nebbia)
17. Para no olvidar (con Litto Nebbia)
18. Nos volveremos a ver
19. Loco
20. Vigilante medio argentino
21. Media verónica
22. Ok perdón
23. Alta suciedad
24. Flaca
25. Paloma
26. Maradona
27. No se puede vivir del amor
28. Mi enfermedad
29. Sin documentos

### CDMade in Spain
1. Por una cabeza
2. Sur
3. Estadio Azteca
4. Me estás atrapando otra vez
5. Para no olvidar
6. Desconfío

Temas 1, 2 y 3 grabados en el Palacio de los Deportes de Madrid el 18 de novimembre de 2005, con la colaboración a la guitarra española de Niño Josele.
Temas 4, 5 y 6 grabados en Velódromo de Anoeta de San Sebastián el 12 de noviembre de 2005, con la colaboración a la guitarra de Ariel Rot.